# جوناتان يوهانسون (متزلج على الثلوج)
جوناتان يوهانسون (بالسويدية: Jonatan Johansson)‏ هو متزلج على الثلوج سويدي، ولد في 7 مارس 1980 في بلدية سولنتونا في السويد، وتوفي في 12 مارس 2006 في ليك بلاسيد في الولايات المتحدة.

## وصلات خارجية
- جوناتان يوهانسون على موقع الاتحاد الدولي للتزلج (ركوب لوح الثلج) (الإنجليزية)
- جوناتان يوهانسون على موقع أوليمبيديا (الإنجليزية)
- جوناتان يوهانسون على موقع اللجنة الأولمبية السويدية (السويدية)